# Лепо Сумера
Лепо Сумера (ест. Lepo Sumera, 8 травня 1950, Таллінн — 2 червня 2000, Таллінн) — естонський композитор.

## Біографія
Почав займатися композицією у Вельйо Торміса, навчався в Естонській Академії музики (в ті роки — Талліннська консерваторія, 1968—1973) у Хейно Еллера і Яана Ряетса, потім у Московській консерваторії у Романа Леденьова (1979—1982). Викладав на літніх курсах в Дармштадті і Карлсруе. У нього брав приватні уроки Ерккі-Свен Тююр.
Помер від серцевої хвороби.

## Творчість

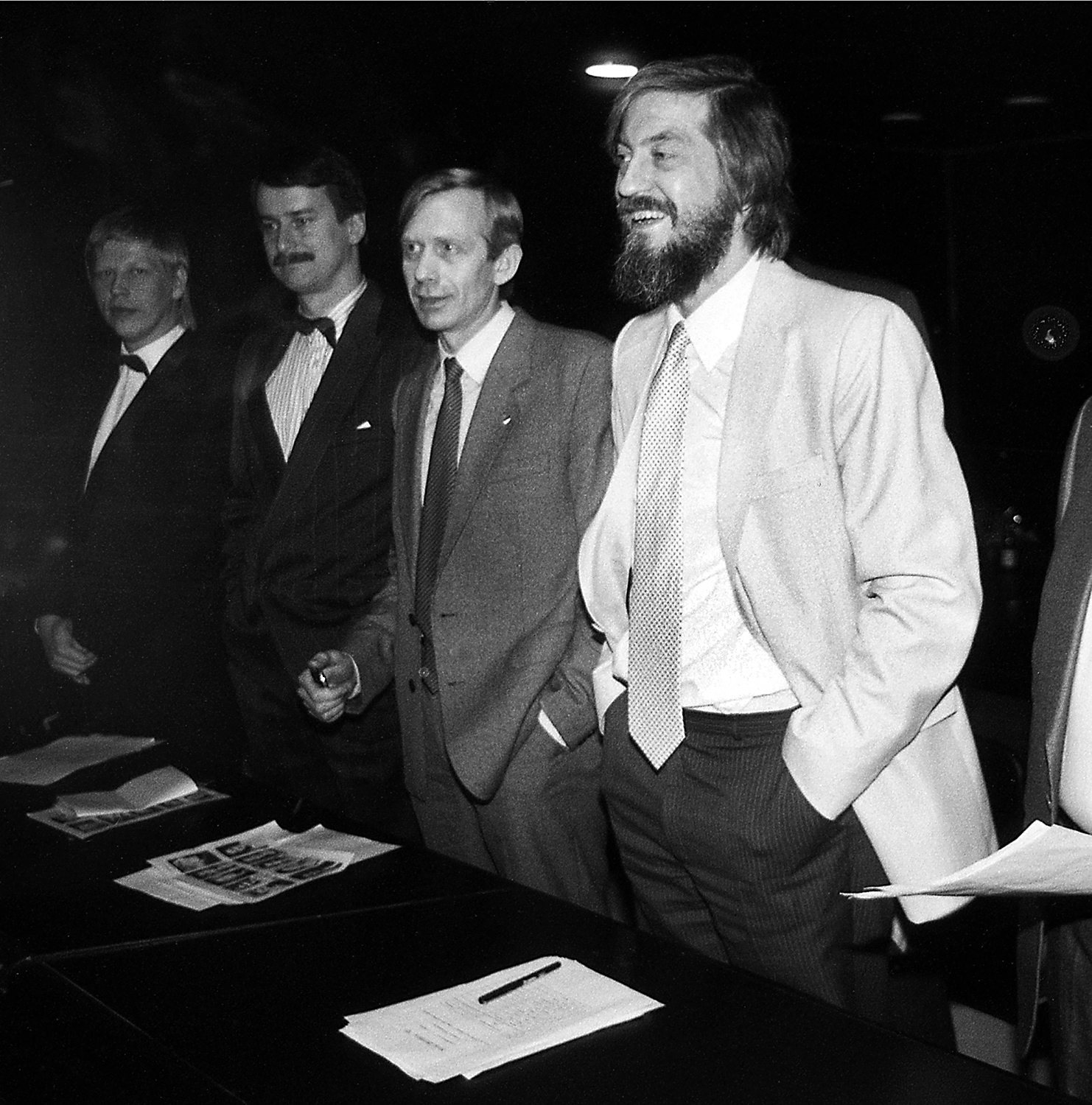
Lepo Sumera, eesti helilooja, Miss Estonia 90 žüriis

Глибоко вивчав творчість Шенберга, захоплювався Мессіаном і Лучано Беріо, але не став заручником манери жодного з них. Був піонером електронної музики в Естонії. Його блискуче використання оркестрування було помітне вже в першій роботі для симфонічного оркестру, In memoriam (пам'яті Хейно Еллера; 1972). Ця п'єса, яка виявилася проривною як для композитора, так і для естонської музики загалом, була виконана в безлічі країн в 1970-х. Симфонічний оркестр залишився улюбленим середовищем Сумери, список його робіт включає шість симфоній (1981—2000) і концерти для фортепіано (1989) та віолончелі (1989) з оркестром. З кінця 1980-х електроакустична музика (особливо — жива електроніка) стала прогресивно важливою в його творчості. Дві його мультимедійні роботи дуже винахідливі. У камерній опері «Olivia's Master Class» (лібрето Пеетера Ялакаса за романом Ервіна Иунапуу; 1997) використовувалися для відео картини німецького художника Каспара Давида Фрідріха, одного з головних героїв опери. Весь матеріал для «Heart Affairs» (1999) був отриманий з людського серця: з його звуків і ритмів, а також з його графічного відображення, відтвореного ехокардіографією. Зміни в його стилі стосуються, перш за все, організації тонів в його роботі. Наприклад, в 1970-х роках він застосовував вільну додекафонію, в той час як на початку 1980-х роках віддавав перевагу діатонічним способам. Партитури, написані в 1990-і роки (П'ята симфонія, наприклад), містять довгі секції текстурної музики, де мелодійні і ритмічні особливості музичного матеріалу втрачають значення. Винахідливе використання Сумерою тембрів і структури, разом з чудовим почуттям музичної форми та її драматичної схеми, належить до найбільш постійних ознак його стилю.
Роботи Лепо Сумера виконуються в численних європейських країнах, в США, Канаді та Австралії, на Кубі. У 1988 і 1989 роках він читав лекції на Літніх Курсах Нової Музики в Дармштадті.
Композитор отримував численні щорічні музичні призи, чотири державні призи в Естонії, приз за кращу музику до фільму на міжнародному фестивалі в Ешпіню (Португалія).

## Твори
Автор кантати «Про життя і смерть» (1975), балетів «Історія Ансельма» (за Гофманом, 1977–1978) і «Ящірка» (за п'єсою А. Володіна, 1988), шести симфоній, фортепіанного концерту (1989), жартівливої «Грибної кантати» (1979–1983), камерної мультимедійної опери «Майстер-клас Олівії» (1997), «Профанної музики» для струнного оркестру (1997), саксофонного квартету «Con anima» (1997), ораторії «З любов'ю і вогнем» (1997), віолончельного концерту (1998–1999), мультимедійної композиції «Сердечні справи» (1999), вокальних творів на тексти Шекспіра і естонської весільної лірики. Працював в кіно.

### Музика для кіно
- 1979 — «Гніздо на вітрі»
- 1979 — «Господар Кирбоя»
- 1980 — «Великий Тилл» (мультиплікаційний)
- 1980 — «Два дні з життя Віктора Кінгісеппа» (телевізійний)
- 1983 — «Пекло» (мультиплікаційний)
- 1985 — «Ігри для дітей шкільного віку»
- 1987 — «Спостерігач»
- 1989 — «Лікар Стокман» (телевізійний)
- 1990 — «Тільки для божевільних»